# Dzielna (album Iwony Wegrowskiej)
Dzielna – drugi album studyjny  polskiej piosenkarki popowej Iwony Węgrowskiej wydany 18 października 2010 roku. Przy produkcji płyty współpracowali; Adam Sztaba, Patrycja Kosiarkiewicz, Shelly Pople, Peter Vetesse oraz Jud Friedman i Allan Rich, team producentów "Friedman&Rich".

## Lista utworów
1. "Uwięziona"
2. "Gadżet"
3. "Za błękitem oczu twych"
4. "Trafiło nas"
5. "Laleczka"
6. "Ta chwila"
7. "1+1"
8. "Dzielna"
9. "Welon"
10. "Nie odchodź D... !"
11. "Outro"